# 루블린 공항

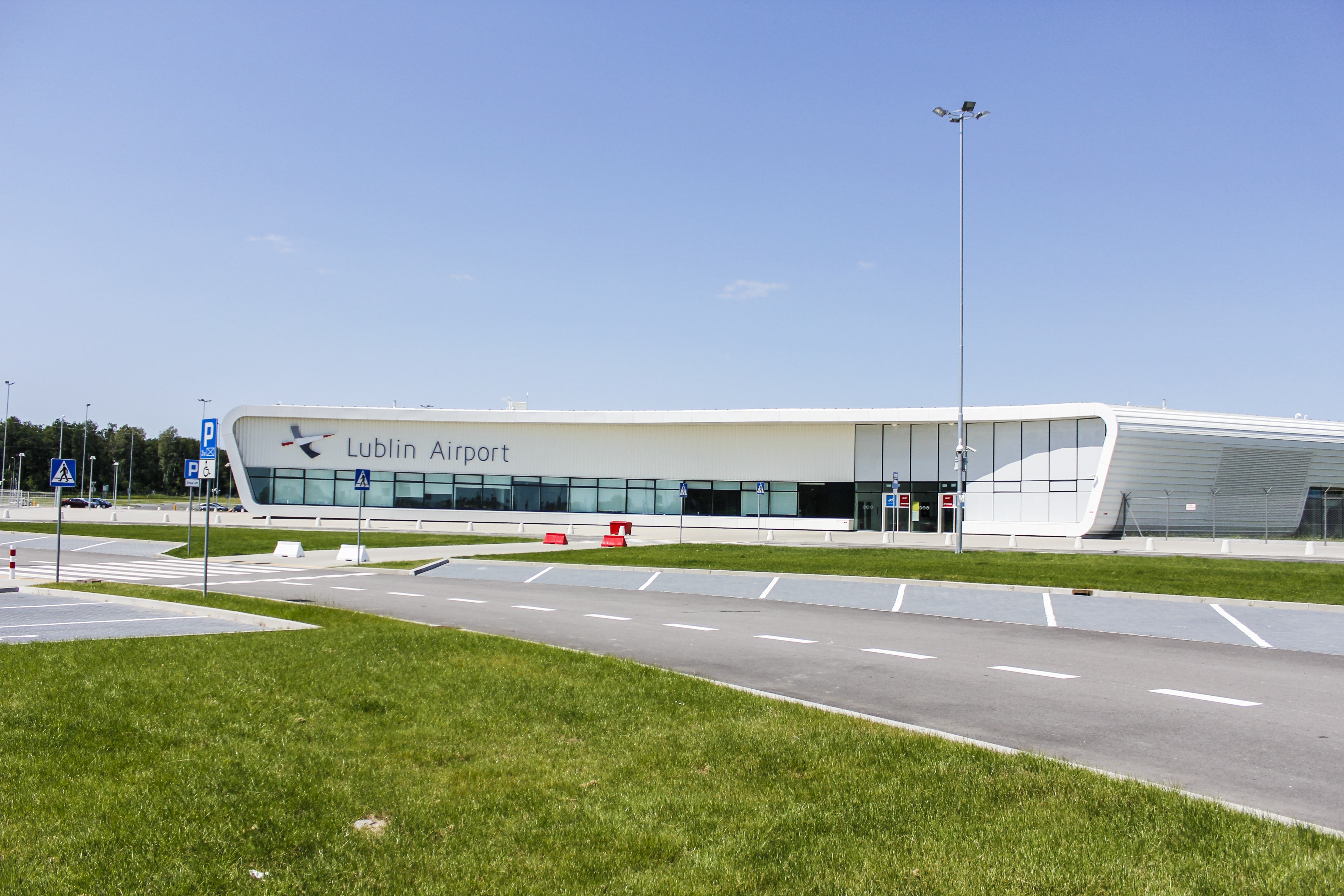
루블린 공항

루블린 공항(폴란드어: Port Lotniczy Lublin, IATA: LUZ, ICAO: EPLB)은 폴란드 루블린주 시비드니크에 있는 공항이다. 루블린 중심부에서 동쪽으로 약 10km(6.2마일) 떨어진 곳에 있으다. 이 공항은 2520×(45+2×7.5)m 활주로(8,270×200피트)를 보유하고 있으며, 터미널 시설은 보잉 737-800 급 항공기 4기를 동시에 처리할 수 있다. 건설은 2010년 가을에 시작되었으며 공식 개항일은 2012년 12월 17일이다.